# Diocèse d'Oppido Mamertina-Palmi
Le diocèse d'Oppido Mamertina-Palmi (en latin : Dioecesis Oppidensis-Palmarum) ; en italien : Diocesi di Oppido Mamertina-Palmi) est un diocèse de l'Église catholique en Italie, suffragant de l'archidiocèse de Reggio de Calabre-Bova et appartenant à la région ecclésiastique de Calabre.

## Territoire
Il est situé dans une partie de la ville métropolitaine de Reggio de Calabre, les autres parties étant partagées par l'archidiocèse de Reggio de Calabre-Bova et le diocèse de Mileto-Nicotera-Tropea. Son territoire a une superficie de 930 km2 divisé en 66 paroisses regroupées en 4 archidiaconés. L'évêché est à Oppido Mamertina où se trouve la cathédrale de l'assomption. L' ancienne collégiale de saint Nicolas de Palmi est cocathédrale depuis le 10 juin 1979. L'église du Saint Crucifix (it) à Terranova Sappo Minulio est un lieu de pèlerinage.

## Histoire
La date exacte de la création du diocèse d'Oppido est inconnue. Le premier document officiel est daté de 1045 mais il ne s'agit pas du document d'érection du diocèse. Il est vraisemblable que la fondation du diocèse est antérieure à cette date, mais de peu, car elle n’apparaît dans aucune Notitia Episcopatuum du patriarcat de Constantinople du Xe siècle. Le premier évêque connu est Nicola, mentionné dans un décret de 1053, cependant, le premier évêque connu, Nicolas, n'est mentionné qu'en 1053. Une analyse minutieuse des événements survenus au cours du XIe siècle amène plusieurs spécialistes, dont Kehr (de), Duchense, Holtzmann et Bruck, à penser que la création du diocèse d'Oppido coïncide avec l'ère de la restructuration politico-religieux accompli par le catépan Basilio Busiano lors de son règne (1018-1028). L’institution de l’épiscopat à Oppido en 1025 répond pleinement à la nécessité d’une garantie militaire et ecclésiastique.
Le diocèse est sous le rite byzantin, qui est maintenu malgré les tentatives des Normands de l'abroger et officiellement réprimé par l'évêque Athanasius Chalkeopoulos en 1482 ; toutefois, la dernière preuve de l’utilisation du rite byzantin remonte à 1634. L'usage et l'étude du grec sont tellement répandus dans les milieux ecclésiastiques que Mgr Stefano (1294-1301) est chargé par Charles II d'Anjou de traduire du grec d'importants textes de médecine tandis que Mgr Girolamo (1449-1472) est présenté au pape Nicolas V comme professeur de grec. En 1472, il est uni aeque principaliter au diocèse de Gerace sous l'évêque Athanase Chalkeopoulos. Le même évêque aboli l'usage du rite byzantin dans le diocèse, rite qui ne subsiste qu'en quelques lieux. En 1536, le diocèse d'Oppido est restauré sous l'épiscopat de Pietro Andrea Ripanti. Après le concile de Trente, les évêques sont plus présents dans le diocèse. Francesco de Noctucis (1542-1548) est le premier évêque, après plus d'un siècle, à résider de manière permanente dans le diocèse. L'évêque Giovanni Battista Montani (1632-1662) restaure la cathédrale et le palais épiscopal ; Bisanzio Fili (1698-1707) fonde le séminaire épiscopal en 1701. 
Le 5 février 1783, l'ancienne colonie d'Oppido est complètement détruite par un terrible tremblement de terre, qui détruit toutes les structures diocésaines. La même année, l'évêque Nicolò Spedalieri (1770-1783) meurt et le diocèse demeure vacant pendant environ une décennie. C'est à l'évêque Alessandro Tommasini (1792-1818) de commencer la reconstruction des structures diocésaines dont le séminaire. L'évêque Francesco Maria Coppola consacre la nouvelle cathédrale le 23 juin 1844 ; une fois de plus détruit par le tremblement de terre en 1908, reconstruit et inauguré en 1935. Nicola Canino (1936-1951) est responsable de la construction du palais épiscopal actuel. Après la démission de Mgr Maurizio Raspini en 1965, le diocèse demeure vacant pendant 14 ans. Il est confié à Giovanni Ferro, archevêque de Reggio Calabria puis à Santo Bergamo, évêque auxiliaire de Mileto.
Le 10 juin 1979, en vertu du décret Quo aptius de la congrégation pour les évêques, le petit diocèse d’Oppido agrandit considérablement son territoire avec l’acquisition de 25 municipalités de la province de Reggio de Calabre enlevées au diocèse de Mileto. Dans le même temps, le diocèse prend le nom du diocèse d'Oppido Mamertina-Palmi avec la nomination, après de nombreuses années, d’un nouvel évêque, Santo Bergamo, le 15 juin de la même année.

## Sources
- « Diocese of Oppido Mamertina-Palmi »